# Valfleury
Valfleury település Franciaországban, Loire megyében. Lakosainak száma 710 fő (2022. január 1.). Valfleury Cellieu, Chagnon, Saint-Christo-en-Jarez és Saint-Romain-en-Jarez községekkel határos.

## Népesség
A település népessége az elmúlt években az alábbi módon változott:
| Lakosok száma | 367  | 437  | 486  | 584  | 703  | 706  | 708  | 707  | 707  | 710  |
|               | 1968 | 1982 | 1990 | 2006 | 2013 | 2015 | 2017 | 2019 | 2020 | 2022 |